# فولفغانغ فايفر
فولفغانغ فايفر (بالألمانية: Wolfgang Pfeifer)‏ (3 يوليو 1935 بألمانيا - ) هو لاعب كرة قدم ألماني (وحمل سابقاً جنسية ألمانيا الشرقية) في مركز الدفاع. شارك مع منتخب ألمانيا الشرقية لكرة القدم. أما مع النوادي، فقد لعب مع دينامو دريسدن ونادي درسدن ‏.

## وصلات خارجية
- فولفغانغ فايفر على موقع قاعدة بيانات كرة القدم.إي يو (الإنجليزية)
- فولفغانغ فايفر على موقع بيانات كرة القدم. دي إي (الألمانية)
- فولفغانغ فايفر على موقع ناشيونال فوتبول تيمز (الإنجليزية)
- فولفغانغ فايفر على موقع عالم كرة القدم.نت (الإنجليزية)